# Złota (województwo małopolskie)
Złota – wieś w Polsce położona w województwie małopolskim, w powiecie brzeskim, w gminie Czchów.
Prywatna wieś szlachecka, własność kasztelanowej krakowskiej Anny z Sieniawskich Jordanowej, położona była w 1595 roku w powiecie sądeckim województwa krakowskiego. W latach 1975–1998 miejscowość należała administracyjnie do województwa tarnowskiego.
Złota, stanowiąca odrębne sołectwo w gminie Czchów o powierzchni 8,01 km², leży w dolinie Złockiego Potoku, na północny wschód od Czchowa, przy drodze łączącej Dębno z Biskupicami Melsztyńskimi.
Parafia Złota była wzmiankowana po raz pierwszy w wykazach świętopietrza w 1346 roku. W dokumencie z 1384 r. jako właściciel wsi wymieniany jest „Jaśko de Slota”. Zachowały się także wzmianki o sprzedaży wsi bądź jej części z lat 1472 i 1476 oraz dokumenty z wizytacji kanoniczych biskupów krakowskich w parafii od 1596 roku.
W XVII w. Złota została własnością rodu Tarłów, którzy ufundowali w 1649 r. nowy drewniany kościół pw. św. Michała Archanioła. Jest to jednonawowy budynek konstrukcji zrębowej z wieżą konstrukcji słupowej. Wewnątrz znajdują się trzy barokowe ołtarze z 2. poł. XVII w. Kościół był częściowo przebudowany w XIX wieku.
Kolejnymi właścicielami wsi byli członkowie rodziny Lanckorońskich. W 1820 r. Złotą zamieszkiwało 520 osób, w 1866 – 605, zaś w 1896 – 1031. W I. poł. XX w. liczba mieszkańców wsi wciąż rosła, w 1936 r. było ich 1235. W latach 1982–1983, z inicjatywy ówczesnego proboszcza parafii, ks. F. Korty, zbudowano obok zabytkowego kościoła nowy murowany kościół pw. Matki Boskiej Nieustającej Pomocy. Znajduje się w nim muzeum parafialne, prezentujące m.in. zabytkowe naczynia i szaty liturgiczne. Ponadto we wsi znajduje się prywatna izba regionalna, prezentująca stroje i przedmioty codziennego użytku.

## Części wsi
| SIMC    | Nazwa       | Rodzaj    |
| ------- | ----------- | --------- |
| 0817356 | Bugaj       | część wsi |
| 0817362 | Debrza      | część wsi |
| 0817379 | Nowa Wieś   | część wsi |
| 0817385 | Przymiarki  | część wsi |
| 0817391 | Wielka Góra | część wsi |

## Zabytki
Obiekt wpisany do rejestru zabytków nieruchomych województwa małopolskiego.
- Kościół parafialny pw. św. Michała.

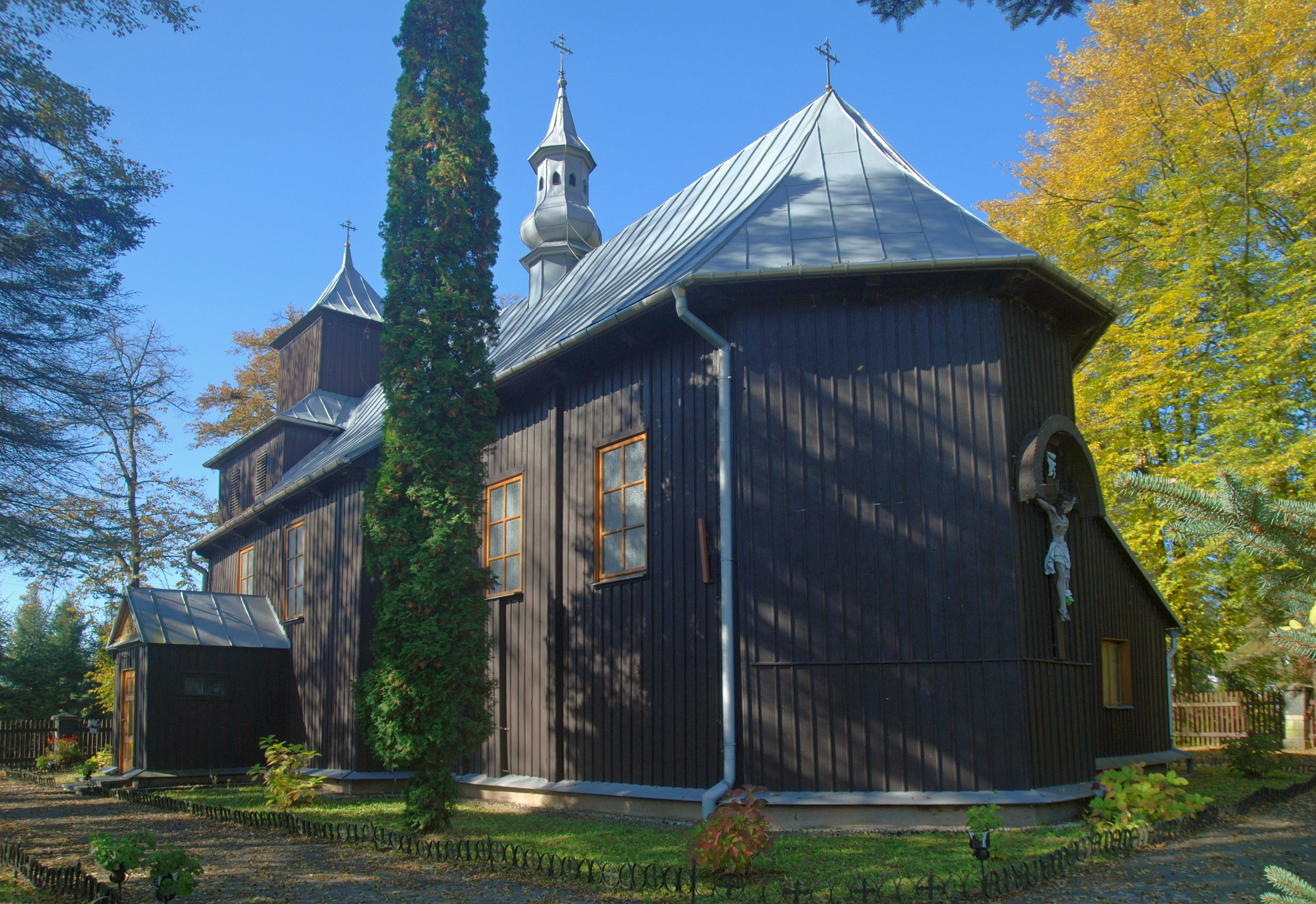
Kościół św. Michała, elewacja wschodnia
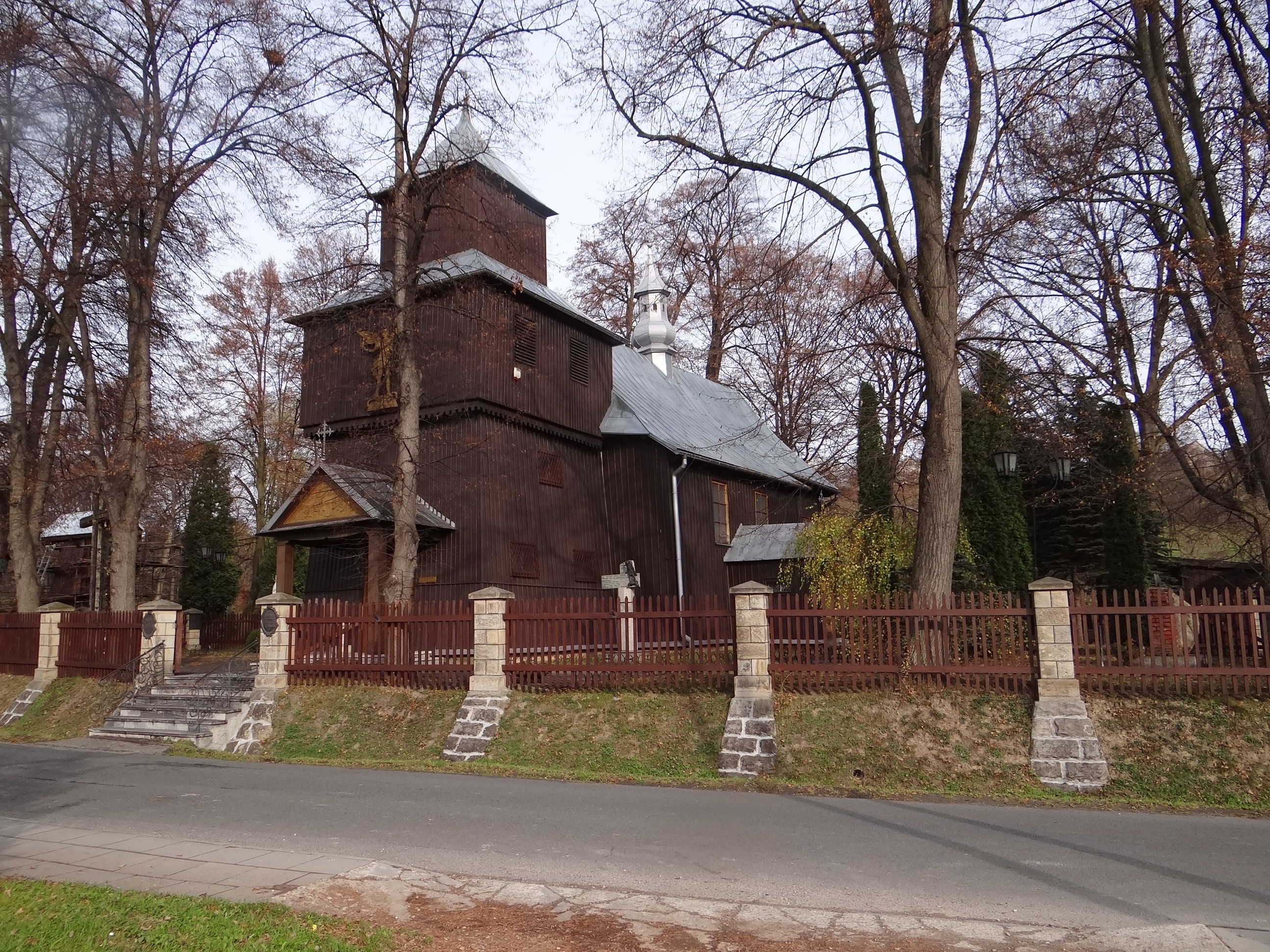
Kościół św. Michała, elewacja frontowa

## Sport
W Złotej działa Ludowy Klub Sportowy Temida, reaktywowany w 2002 r. w miejsce istniejącego w latach 1985–1993 klubu LZS Temida.